# استراتژی حلزون
استراتژی حلزون (اسپانیایی: La estrategia del caracol‎) فیلمی کلمبیایی در سال ۱۹۹۳ میلادی بود که در ژانر کمدی-درام قرار داشت. تهیه، تولید، کارگردانی و نویسندگی این اثر توسط سرجیو کابررا انجام پذیرفت. از بازیگران سرشناس این فیلمفرانک رامیرز، فلورینا لمائیترا، فائوستو کابررا، فرانک رامیرز و ویکتور مایارینو بودند. این فیلم برندهٔ یک جایزه در جشنواره بین‌المللی فیلم برلین و یک جایزهٔ جشنواره سینمای آمریکای لاتین بیریتز شد.. این فیلم به مشکلات خانواده‌های با درآمد پایین در بوگوتا، شکاف میان غنی و فقیر و تعاملات آن‌ها در یک سیستم اجتماعی بسیار طبقه‌بندی شده می‌پردازد. این فیلم به عنوان نمایندهٔ کلمبیا به جشنوارهٔ اسکار دورهٔ شصت و هفتم، فرستاده شد ولی به عنوان نامزد پذیرفته نشد.

## داستان
در ابتدای این فیلم خبرنگار خبره، خوزه آنتونیو پوپو (با بازی کارلوس ویبوس) شروع به مصاحبه با مردی می‌کند که داستان فیلم را روایت خواهد کرد. این مرد، که یک مستأجر است، به خبرنگار نشان می‌دهد که چگونه خانه‌های فیزیکی که مستاجرین برای بسیاری از سالها زندگی می‌کردند، به وسیله روش‌های ابتدایی، اما هوشمندانه، به جای دیگری منتقل شده‌است. داستان مرد با ترسیم وقایع مختلفی درهم تنیده شده‌است.
ساختمان محل سکونت مرد (به نام خانه یریبه، خانه یوربری) خانه‌ای برای قشرها مختلفی از مردم است. همه آن‌ها فقیر و دارای پیشینه و قشرهای متنوع هستند. صاحب خانه مدت مدیدی بود که در بوگوتا نبوده‌است. مستاجرین با مقاماتی مواجه هستند، که سعی دارند همه را از ساختمان اخراج کنند. سپس، مستاجران تصمیم می‌گیرند که با قفل کردن درب‌ها و تیراندازی به پلیس‌هایی که سعی می‌کنند دستورهای خود را انجام دهند، ایستادگی کنند.
پس از این رویارویی و مقاومت به مستاجران زمان بیشتری داده می‌شود تا زمان کافی برای پیدا کردن یک مکان جدید برای زندگی داشته باشند. مستاجرین به‌طور قانونی توسط «پررو» رومرو (با بازی فرانک رامیرز) (او به شدت با هرکس که از نام «پررو/سگ» استفاده کند، برخورد می‌کند) آزار می‌بینند. رومرو مردی با برخی زمینه‌های علمی است و دارای ابزارهایی است که با مقامات و وکلای دکتر هولگین (مالک خانه) مقابله می‌کند.
دکتر هولگین از ترفندهای کثیف برای ایجاد فشار بر رومرو استفاده می‌کند، تا آنجا که او توسط افراد دکتر هولگین ربوده شده و شکنجه داده می‌شود. در این ساختمان جاسینتو (با بازی فائوستو کابررا)، روشنفکر و شورشی اسپانیایی، ابزارهایی برای منفجر کردن همه چیز در داخل خانه (دیوارها، پنجره‌ها، حمام‌ها، آشپزخانه‌ها، توالت‌ها، سقف‌ها، و غیره) تدارک دیده و همه آن‌ها را به یک قطعه زمین واقع در تپه‌های غربی بوگوتا برده‌است.
جاستینو قادر به متقاعد کردن بقیه مستاجرین است، به همین دلیل همه در کاری تیمی شرکت می‌کنند و به ساختن برج‌های چوبی بلند کمک می‌کند، که می‌تواند همه چیز را به یک بلوک دیگر خانه منتقل کند.
همان‌طور که خانه توسط مستاجران منتقل می‌شود. میسیا تریانا (با بازی دلفینا گیدو) به‌طور تصادفی شبح مریم باکره را بر روی دیوار می‌بیند، میسیا تریانا، یک خانم بسیار مذهبی است که مخالف شدید پروژه جاستینو بود.
پس از گذر از مجموعه ای از حوادث و خطرات مستاجرین قادر به بمب‌گذاری تمامی قسمت‌های داخلی خانه می‌شوند. برای به دست آوردن زمان بیشتر، رومرو وکیل دکتر هولگین ویکتور می‌گوید که مستاجران می‌خواستند خانه را نقاشی کنند تا راهی برای عذرخواهی برای هر گونه ناراحتی که ممکن است باعث شود، باشد؛ که مسکوئرا موافق است.
با توجه به مهلت مقرر، مستاجرین همه چیز را در داخل خانه برداشته و با استفاده از واگن‌هایی کشیدند و آن را به تپه‌ها منتقل کردند. در این زمان وکلا، پلیس و دکتر هولگین خود را مشتاقانه به خانه رساندند تا شاهد آن باشند که مستاجران در واقع آن‌ها را ترک کرده‌اند ولی از انفجار آن و فروپاشی نمادین خانه شگفت‌زده شدند. پس از آنکه گرد و غبار از بین رفتند، خانه‌ای را که بر روی دیوارش یک گرافیتی نوشته شده بود، می‌بینند: «خانه شما رنگ آمیزی شده‌است.»
خوزه مصاحبه با مرد را در حالی به پایان می‌برد او ناراحت شده و صحنه را ترک می‌کند. در نهایت مستاجران در یکی از تپه‌ها با نمای پانورامایی از بوگوتا جمع شده و یک پرچم کلمبیا را در حال چرخش مشاهده می‌کنند.

## تولید
داستان این فیلم ابتدا توسط رامون خیمنو با الهام از یک داستان که در روزنامه خواند شکل گرفت؛ روزنامه در مورد اخراج مستاجرین از یک خانه و روند قانونی آن نوشته بود.
خیمنو چندین سال پس از آن با کمک فیلمنامه‌نویس و بازیگر، هومبرتو درادو، نهایتاً یک فیلمنامه ۴۰۰ صفحه ای متراکم نوشت که طرح اصلی فیلم همان داستان بود. فیلم به دلیل مشکلات مالی و عدم حمایت دولت کلمبیا، چهار سال طول کشید تا کامل شود. این در واقع زمانی رخ داد که دولت کلمبیا در سازمان‌های فرهنگی را متوقف کرده بود و از فیلم سازانی مانند Focine حمایت می‌کرد.
این فیلم در مرکز شهر بوگوتا فیلم‌برداری شده و در مناطق جانبی تپه‌های شرقی صحنه‌هایی از آن گرفته شده‌است.